# Đội tuyển Davis Cup Zimbabwe
Đội tuyển Davis Cup Zimbabwe đại diện Zimbabwe ở giải đấu quần vợt Davis Cup và được quản lý bởi Hiệp hội Quần vợt Zimbabwe.
Zimbabwe hiện tại thi đấu ở Nhóm IV khu vực Âu/Phi. Lần gần đây nhất đội thi đấu ở Nhóm Thế giowisi là năm 2000.

## Lịch sử

### Thời kì đầu
Zimbabwe lần đầu tiên tham gia Davis Cup vào năm 1963, với tên gọi Rhodesia ở khu vực châu Âu. Đội đánh bại Hà Lan trước khi thua Thụy Điển ở vòng hai. Hai năm tiếp theo, họ vào đến vòng hai của vòng loại châu Âu. Sau khi bỏ qua hai mùa giải 1966 và 1967, đội trở lại mùa giải 1968 với sự phản đối về địa điểm thi đấu ở Båstad do đó phải di chuyển đến một địa điểm trung lập ở miền Nam nước Pháp. Mặc dù vấn đề này, đội vẫn không có trận thắng nào trong 2 năm trước khi nghỉ, và trở lại năm 1976 khi mà dự định sẽ gặp Ireland, nhưng sau khi rút lui, đội lại thua Thụy Sĩ 3-2.

### Thi đấu ở Nhóm Thế giới
Vào năm 1983, đội chạm trán Thổ Nhĩ Kỳ trong vòng mở đầu ở khu vực B ở châu Âu. Sau khi đánh bại Thổ Nhĩ Kỳ, họ thất bại trước Hungary trên sân nhà tại vòng hai. Năm 1988, đội chuyển đến Nhóm II nơi mà trên sân nhà, đánh bại Ai Cập để lên nhóm cao nhất ở châu Âu. Sau khi thi đấu ở nhóm châu Âu 6 năm, họ có cơ hội lần đầu tiên thi đấu ở Nhóm Thế giới trước Cộng hòa Séc. Đội thất bại trước Cộng hòa Séc, trước khi vào playoff lần nữa năm 1997, lần này họ vượt qua Áo để lần đầu tiên tham gia Nhóm Thế giới.
Bước vào mùa giải 1998, đội được dự đoán sẽ thất bại trước Úc ở Mildura. Wayne Black và Byron Black đã làm bất ngờ toàn thế giới khi giành chiến thắng ở các trận đấu đơn để kết thúc với tỉ số 3-2 và tạo bất ngờ lớn nhất vòng đấu. Trận tứ kết chứng kiến đội thất bại 5-0 trước Ý để đi vào kỉ lục thành tích tốt nhất tại một mùa giải Davis Cup.

## Đội hình hiện tại (2016)
- Takanyi Garanganga
- Mark Fynn
- Benjamin Lock
- Courtney John Lock